# Wissem Abdi
Wissem El Abdy (Sfax, 2 de abril de 1979) é um futebolista profissional tunisiano, defensor, milita no Espérance Sportive de Tunis.

## Carreira
Wissem El Abdy representou o elenco da Seleção Tunisiana de Futebol no Campeonato Africano das Nações de 2008.